# St.-Andreas-Kirche (Bad Lauterberg)

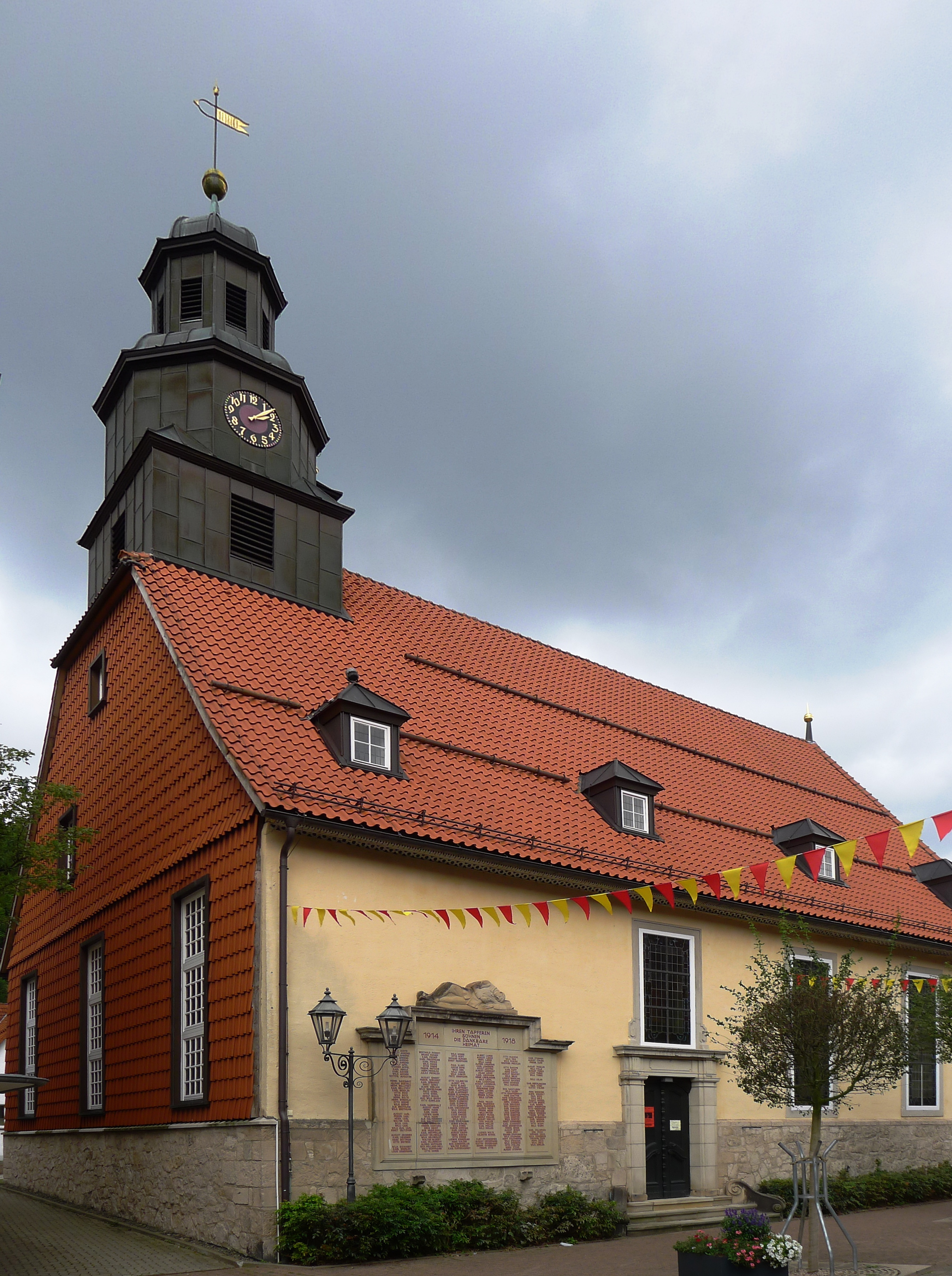
St. Andreas-Kirche

Die evangelisch-lutherische Kirche St. Andreas, eine nach dem Schutzpatron der Bergleute benannte Saalkirche, steht in der Fluchtlinie der Hauptstraße im historischen Stadtkern von Bad Lauterberg. Die Kirchengemeinde gehört zum Kirchenkreis Harzer Land der Evangelisch-lutherischen Landeskirche Hannovers.

## Baugeschichte
Vermutlich wurde bereits im 13. oder 14. Jahrhundert eine einfache Kapelle erbaut. 1571 wurde ein Neubau errichtet, weil die erste Holzkirche zu klein und baufällig geworden war. Davon zeugt heute ein Türsturz mit dieser Jahreszahl an einem Zugang an der Nordseite, der ursprünglich als Fenstersturz an der Südseite verbaut war und erst Anfang des 20. Jahrhunderts an diese Stelle gesetzt wurde. Das damalige Kirchenschiff hatte die gleichen Abmessungen wie das heutige. Der Innenraum sah jedoch anders aus. Der Altar stand frei im Chor. Es gab auch nur eine Empore über 2/3 der Seitenlänge auf der Südseite. Am 1. Pfeiler war die Kanzel angebracht. Auf der rückwärtigen Empore stand eine kleine Orgel.
Marodeure steckten am 12. September 1641 Lauterberg in Brand. Auch die Kirche wurde weitgehend zerstört. 1644 war sie notdürftig wieder aufgebaut, doch am 23. Januar 1667 legte ein zweiter großer Brand den Ort in Schutt und Asche. Das inzwischen wieder aufgebaute Gebäude wurde stark beschädigt. Es wurde zunächst notdürftig repariert, erst nach fünf Jahren war es wieder für den Gottesdienst nutzbar. Aufgrund des schlechten Zustands der Kirche wurde seit 1734 ein Umbau geplant. Die Einwohnerzahl der Gemeinde war durch den Bergbau und die ab 1732 errichtete Königshütte stark angewachsen, deshalb sollte die Kirche vergrößert werden. Es gelang aber nicht, das angrenzende Grundstück für die bauliche Erweiterung zu erwerben. Deshalb fand 1736 nur eine Renovierung statt, bei der durch eine Vergrößerung der Empore und den Einbau einer weiteren mehr Platz für den Gottesdienst geschaffen wurde. Um eine ausreichende Belichtung zu bewirken, erhielt die Kirche Dachgauben. Die alte Sakristei an der Nordseite wurde abgerissen. Dafür entstand ein zweigeschossiger Anbau als Fachwerkhaus an der Ostseite. Im Zuge der Umbaumaßnahmen musste der Altar weiter in den Raum vorgerückt werden.
Im Jahre 1886 wird der schlechte Zustand des Gebäudes beklagt, so dass zeitweise sogar an einen Neubau gedacht wurde. Die Genehmigung durch das Königliche Konsistorium der Provinz Hannover sah jedoch nur verschiedene Umgestaltungsmaßnahmen unter Beibehaltung der alten Bausubstanz vor. Die Entwürfe lieferte Alfred Sasse. Am 26. Juni 1912 wurde die Fachwerksakristei abgerissen und durch einen Mauerwerksbau ersetzt. Die Innenwände der Kirche waren bis 1859 weiß getüncht. Das hölzerne, abgeflachte Tonnengewölbe, ursprünglich schwach farbig, wurde kräftig blau gestrichen und mit goldenen Sternen versehen. Die jetzige Ausmalung wurde 1912 vorgenommen. Die Kirchenbänke, die Windfänge und die Fenster wurden neu angefertigt. Die Arbeiten fanden am 10. Mai 1913 ihren Abschluss. Das Kirchengebäude wurde im Zweiten Weltkrieg beschädigt. Das teilzerstörte Dach wurde 1957 erneuert und die Innenausmalung 1962 restauriert. 1964 folgte eine Renovierung des Außenbaus. Die letzte Außenrenovierung zur Sicherung der Bausubstanz erfolgte 1990.

## Außenbau
Die St.-Andreas-Kirche fügt sich in die nördliche Zeile der traufständigen Häuser der Hauptstraße ein. Sie ist ein einfacher Rechteckbau von vier Fensterachsen mit hohem Satteldach und dreiseitig gebrochenem Chor im Osten, dem die Sakristei angefügt ist. Die zur Straße ausgerichtete Südseite ist durch aufwendig gestaltete Portale als Eingangsbereich gekennzeichnet. Die Sakristei hat als selbständiger architektonischer Baukörper eine eigene Fassade. Sie ist durch Fenster gegliedert und mit Ornamenten versehen. Den Ortgang ziert ein Blattfries als Giebelgesims. Die Gebäudekanten mit den darüber liegenden Konsolen sind in Sandstein ausgeführt.

## Glocken
Die Kirche von 1571 hatte einen Dachreiter im Westen des Satteldachs, in dem zunächst eine kleine Glocke hing, der 1642 eine größere hinzugefügt wurde. 1714 wurden sie zu drei Glocken umgegossen. Die kleinste Glocke wurde im Dachreiter aufgehängt, der auch noch die Turmuhr aufnahm. Die beiden größeren Glocken hingen in einem freistehenden Glockenstuhl vor dem Giebel. Diese Glocken erhielten 1728 einen günstigeren Standort in einem Glockenturm am Hausberg. Von den ursprünglichen Glocken ist heute keine mehr erhalten. Eine Glocke von 1726, die einer Ablieferung in den beiden Weltkriegen entgangen war, wurde 1951 verkauft, weil sie gesprungen waren. Die Gemeinde beschaffte ein Geläut aus drei Gussstahlglocken mit einem Gewicht von 795 kg, 442 kg und 290 kg für den Glockenturm und eine im Gewicht von 183 kg für den Dachturm, die sich jedoch auf Dauer als zu schwer erwies und deshalb 1968 durch eine leichtere Bronzeglocke ersetzt wurde.
Die Kirche hat einen Dachturm auf quadratischen Basis, dem eine achteckige Welsche Haube mit Laterne aufgesetzt wurde. 1880 wurde der baufällig gewordene Dachturm in gleicher Gestalt erneuert. Die ursprünglich schiefergedeckte Turmhaube erhielt 1986 eine Dachabdichtung aus Kupfer.
Turmuhren hat es mehrere gegeben, die erste um 1600 im Dachreiter, eine zweite 1829 und eine dritte 1912 im Dachturm. Die jetzt vorhandene, elektronisch gesteuerte Uhr wurde 1984 eingebaut.

## Innenraum

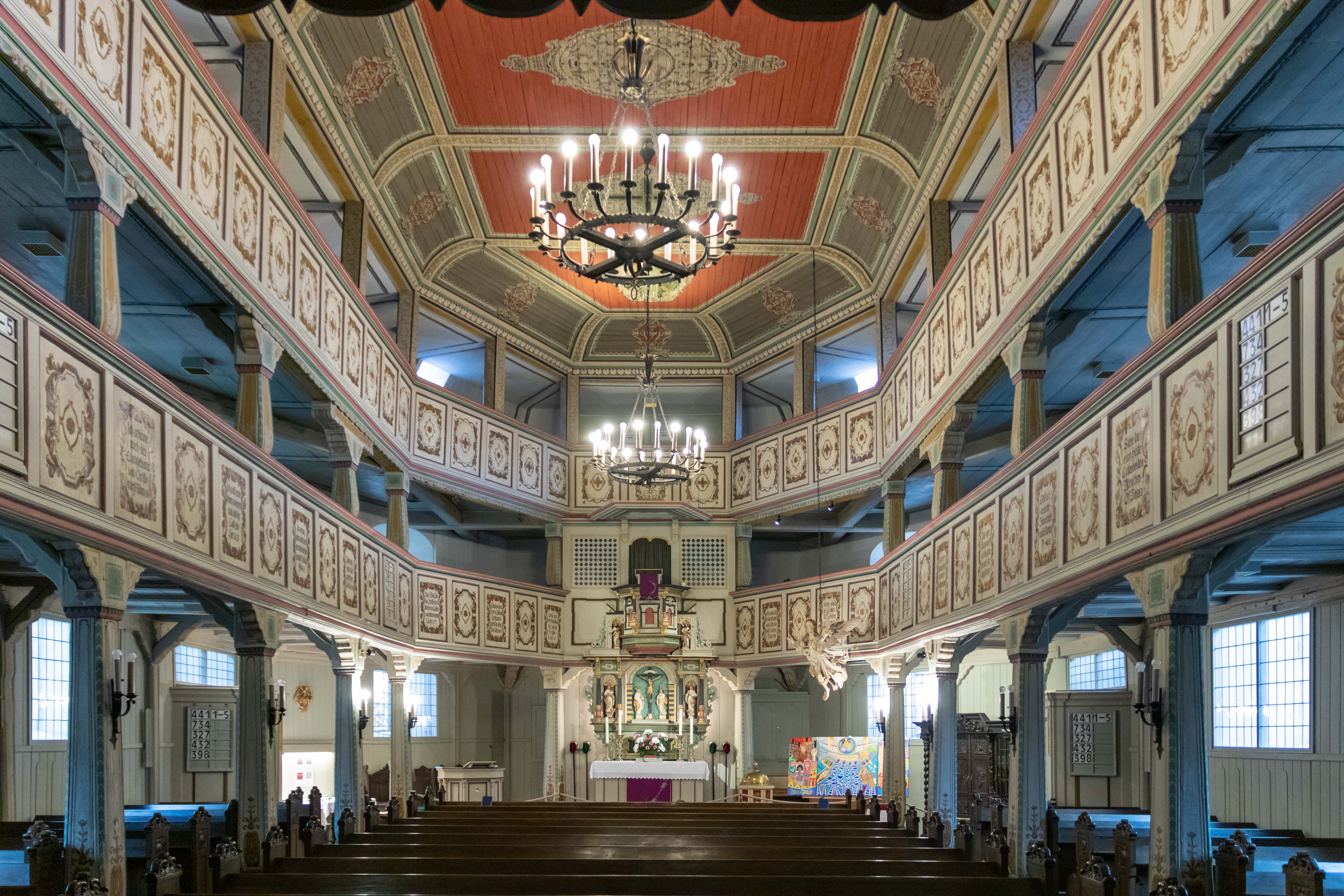
Blick in den Innenraum mit den zwei Emporen

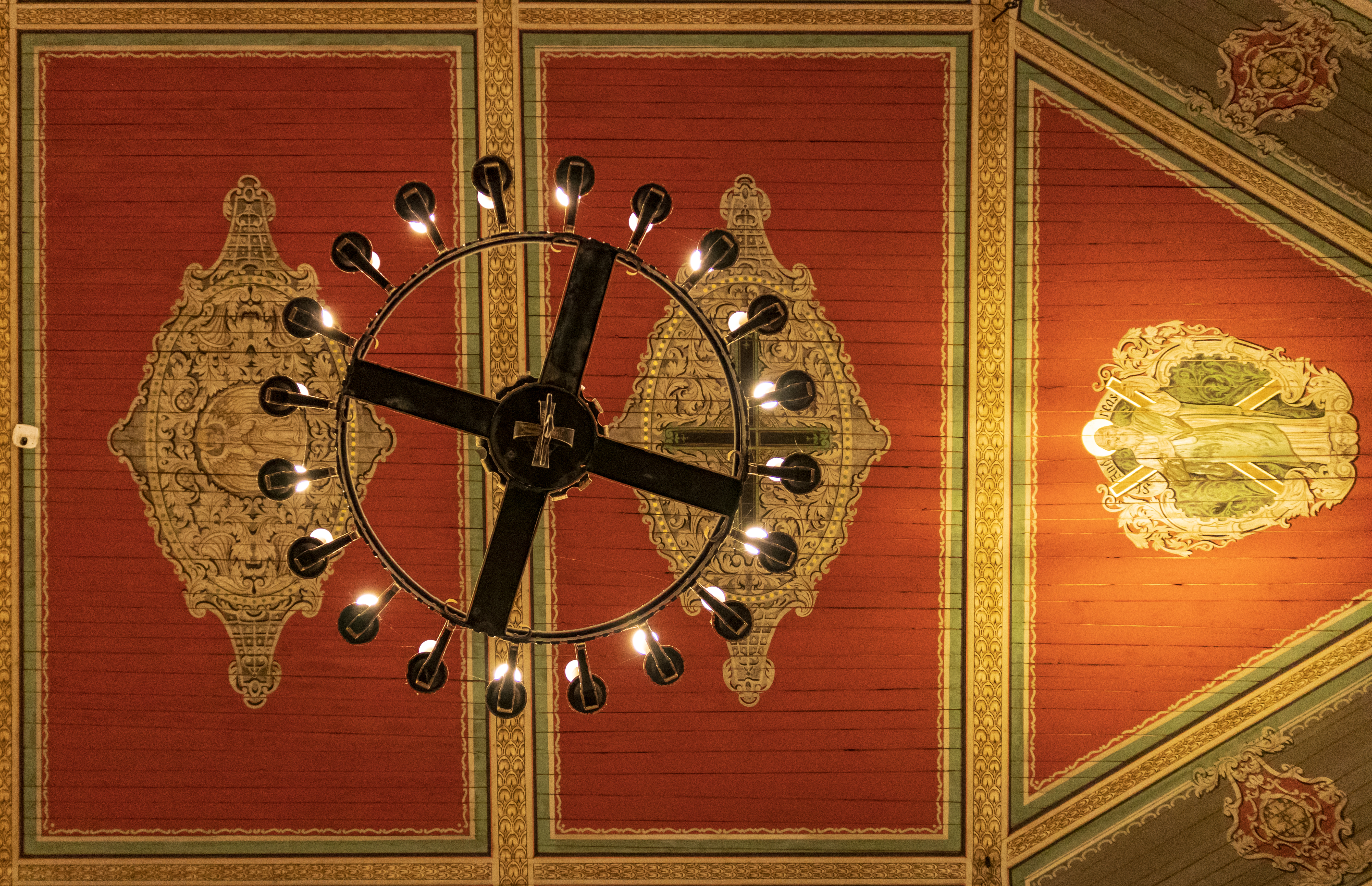
Decke mit Leuchter

Das Innere der Kirche präsentiert sich als Saal mit zwei Emporen. Beim Innenausbau wurde viel Holz verwendet. Allein 52 Pfeiler aus Holz stützen die Emporen und die Decke. Im Osten folgen die Emporen dem Grundriss des Chorraums. Die untere Empore ist umlaufend und bildet durch die Verbreiterung im Westen einen Balkon für die mächtige Orgel, die obere Empore ist an dieser Stelle unterbrochen.

### Kanzelaltar
Im Zentrum des Innenraumes steht der Kanzelaltar. Die Kanzel wurde 1736 aus Platzgründen über dem Altar angebracht. Der Schalldeckel wurde unter Verwendung alter Teile 1736 neu angefertigt. Über der schlichten Mensa, die 1962 eine ältere ersetzte, erhebt sich das Altarretabel aus der Zeit nach dem Brand von 1667. Die Skulptur im Mittelfeld ist eine Kreuzigungsgruppe, bei der das Kruzifix auf einem Totenschädel steht. Seitlich sind der Evangelist Lukas und der Evangelist Johannes angeordnet. Etwas kleinere Figuren neben der Kanzel stellen Markus und Matthäus dar.

### Taufbecken
Zur Taufe diente bis 1674 lediglich eine auf den Altar gestellte Schale, die zur Verrichtung der Taufe hervorgeholt wurde. 1713 wurde ein Taufengel gestiftet, der an einem Seil vor dem Altar hing und bei Taufen herabgelassen wurde. Er hielt in seiner rechten Hand die an drei Ketten hängende Taufschale. Schon Ende des 18. Jahrhunderts wurde die Konstruktion als Gefahr für die Besucher des Gotteshauses betrachtet. 1801 wurde deshalb ein Gestell aus einem Stück Holz für die Taufschale angefertigt und der Taufengel auf den Dachboden verbannt. Das heute im Chorbereich aufgestellte achteckige Taufbecken, dessen reich verzierter Schaft aus einem Stück gearbeitet ist, wurde 1912 als Ersatz für das Taufgestell von 1801 geschaffen. Der Taufengel wurde 1992 gründlich restauriert und wieder im Chor über dem Becken aufgehängt.

## Orgel

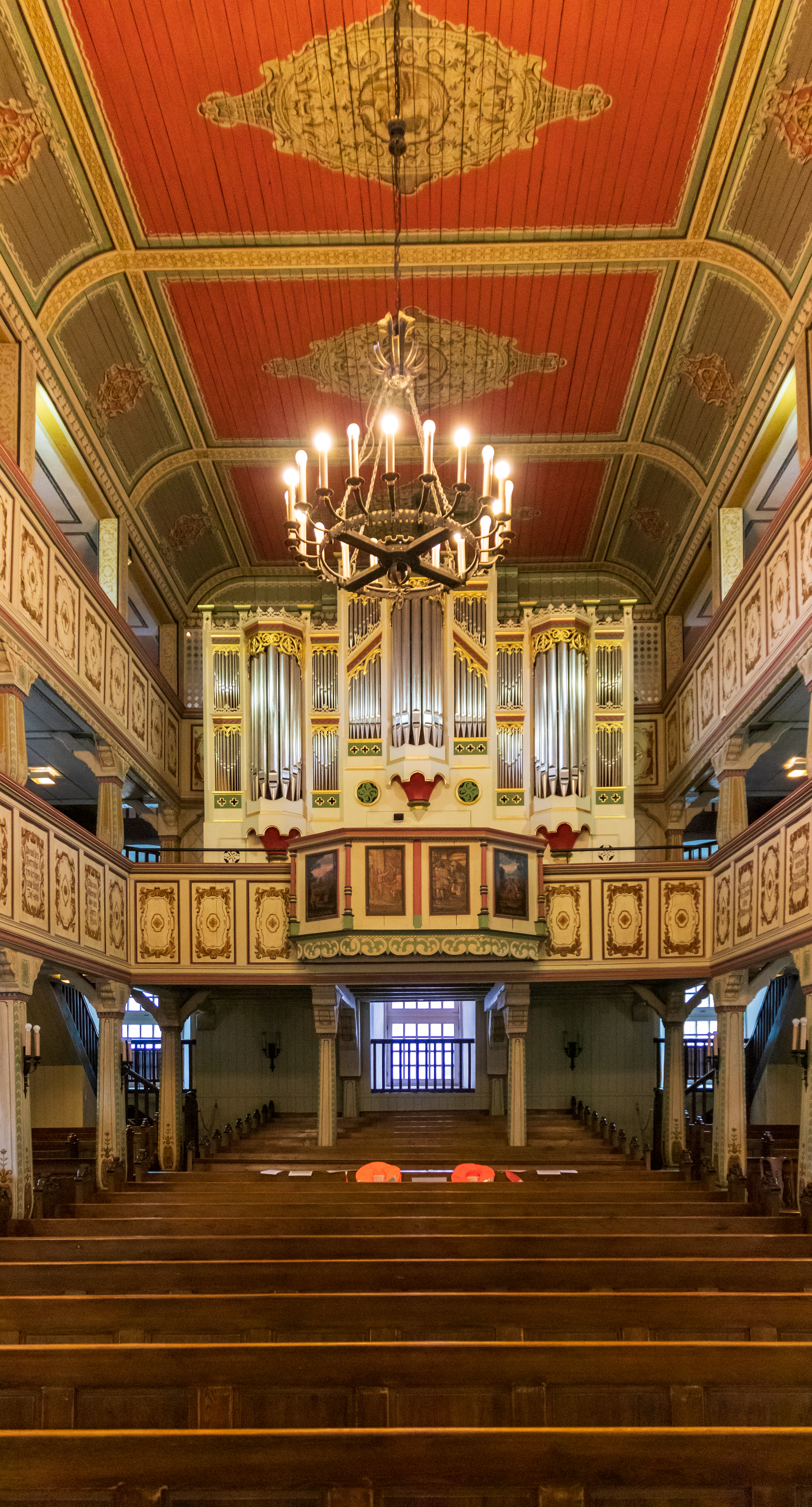
Orgel

Die erste Orgel stammte von 1625. Als marodierende Truppen am 12. September 1641 die Stadt in Brand steckten, wurde auch die Kirche zerstört. Für die wieder aufgebaute Kirche wurde zunächst ein Positiv geliehen, das 1680 durch eine neue Orgel von Martin Vater ersetzt wurde. Diese wurde 1859 durch ein Werk des Herzberger Orgelbauers Johann Andreas Engelhardt abgelöst. Das Instrument hatte zwei Manuale und ein Pedal. 1912 wurde die Orgel durch die Firma Emil Hammer Orgelbau klanglich und technisch umgebaut und ca. 1,5 Meter auf der Empore zurückgesetzt, um Platz für den Sängerchor zu schaffen.
1946 nahm die Firma Giesecke eine klangliche Aufhellung vor. 1957 wurden erneut Arbeiten durch die Firma Hammer ausgeführt. Alle diese Arbeiten versetzen das Instrument nicht in einen zufriedenstellenden Zustand. Um den technischen und klanglichen Zustand zu verbessern, erfolgte 1974/1975 eine erneute Reparatur und klangliche Umgestaltung des Werkes durch Paul Ott. Doch blieben immer noch gravierende Mängel besonders im klanglichen Bereich. Eine erneut Instandsetzung kam nicht in Frage.
1983 erhielt die Orgelbau-Werkstatt Rudolf Janke den Auftrag, unter Wiederverwendung von Teilen der Engelhardt-Orgel einem Neubau mit 22 Registern herzustellen. Wegen der außerordentlich schwierigen akustischen Verhältnisse in der Kirche musste das Instrument wieder an seinen ursprünglichen Platz vorgezogen werden, um eine bessere Schallabstrahlung in den Kirchenraum zu gewährleisten. Von der vorhandenen Orgel wurden das Gehäuse vervollständigt und die Manuale, die Windanlage von Hauptwerk und Pedal, sowie Teile des Pfeifenwerks wiederverwendet. Die gesamte Spieltraktur sowie das Regierwerk wurden neu angefertigt. Das Oberwerk erhielt eine neue Windlade zur Unterbringung des etwas vergrößerten Registerbestandes. Die Windlade wurde mit zwei Keilbälgen und Eichenholzkanälen neu gefertigt. Der Prospekt wurde nach Aufarbeitung wiederverwendet.
Die Disposition ist wie folgt:
| I Hauptwerk C–f3 |       |
| Bourdon          | 16′   |
| Prinzipal I–II   | 08′   |
| Holzflöte        | 08′   |
| Gambe            | 08′   |
| Oktave           | 02′   |
| Sesquialtera II  |       |
| Mixtur IV        | 1 ⁄3′ |
| Trompete         | 08′   |

| II Oberwerk C–f3 |       |
| Geigenprinzipal  | 8′    |
| Holzgedackt      | 8′    |
| Prinzipal        | 4′    |
| Rohrflöte        | 4′    |
| Nasat            | 2 ⁄3′ |
| Waldflöte        | 2′    |
| Sifflet          | 1′    |
| Scharf III       |       |
| Krummhorn        | 8′    |

| Pedal C–d1 |     |
| Subbaß     | 16′ |
| Prinzipal  | 08′ |
| Oktave     | 04′ |
| Mixtur III |     |
| Trompete   | 08′ |

- Koppeln: II/I (Schiebekoppel), I/P, II/P
- Tremulant auf die ganze Orgel